# 莫须夜蛾属
莫须夜蛾属也称毛鬚裳蛾屬，是鳞翅目裳蛾科长须夜蛾亚科的一属，主要分布于东亚、东南亚地区，目前确认有6种。

## 形态特征
雄性触角丝状，每节具有长毛；雌性稍弱。下唇须第1节可到额前，第2节上弯，第三节非常长。前翅宽圆，雄性前缘内凹略呈弓形，雌性较直；外缘圆弧，后翅宽圆。

## 物种[2]
- Mosopia eudoxusalis (Walker, 1859)
- Mosopia kononenkoi Holloway, 2008
- Mosopia magniplaga (Swinhoe, 1905)
- Mosopia megaspila Walker, 1866
- Mosopia pallidusalis Holloway, 2008
- 暗莫须夜蛾 Mosopia sordidum (Butler, 1879)

之前属于本属的黑斑莫须夜蛾（Mosopia punctilinea）现被划归 Metacausta 属。